# 존 카비라
존 카비라(일본어: ジョン・カビラ, 본명: 카비라 지온(일본어: 川平 慈温 가비라 지온[*]), 1958년 11월 1일 ~ )는 일본의 프리캐스터 및 아나운서, 탤런트, 텔레비전 진행자, 라디오 DJ, 나레이터이다. 오키나와현(沖縄県) 나하시(那覇市) 출신이다. 소니 뮤직 아티스츠 소속이다.

## 생애
류큐방송(琉球放送) 아나운서인 일본인 아버지 카비라 초세이(川平朝清)와 미국인 어머니 완다 리（Wandalee, 구성 Weaver, 1929.3.10-2018.1.11, 미국 캔자스주(Kansas) 하베이 카운티(County) 출신, 일본 도쿄도(東京都) 초후시(調布市)에 있는 아메리칸스쿨인재팬(アメリカンスクール・イン・ジャパン, ASIJ） 교사로 근무함) 사이에서 3형제 중 장남으로 태어났다. 전 일본 맥도날드(McDonald) 마케팅 본부장 카비라 겐지(川平謙慈)는 큰동생, 배우이자 탤런트 카비라 지에이(川平慈英)는 작은동생이다. 또한 기독교도이며 도쿄밥티스트교회(東京バプテスト教会) 회원이다.
1972년 5월 15일 오키나와 본토 복귀를 계기로 가족이 함께 도쿄로 이사했다. 세타가야구(世田谷区) 오야마타이중학(尾山台中学)에 다녔다. 고등학교는 모친이 근무한 たASIJ에 진학했다. 동급생으로 데이브 프롬(DAVE FROMM, デイヴ・フロム)이 있다. 동생 지에이와 함께 요미우리 클럽(読売クラブ, 현 도쿄베르디1969(東京ヴェルディ1969)의 유스팀에 소속되어 축구선수를 한 적 있다.
ASIJ 졸업 후, 국제기독교대학(国際基督教大学)에 진학했다. 캘리포니아대학교 버클레이 분교(カリフォルニア大学バークレー校)에 1년간 유학했다.(모교 공식사이트 게재 내용에 의하면 교환유학이 아니라 ICU을 퇴학하고 유학했다고 한다.) 대학 졸업 후엔 CBS소니(CBSソニー, 현 소니 뮤직 엔터테인먼트ソニー・ミュージックエンタテインメント)에 입사했다. 입사 4-5년차에 TBS라디오(TBSラジオ) 주최 잉글리쉬DJ테스트(イングリッシュDJコンテスト)에 출전하여 우승했다. 또한 회사의 지시에 따라 FM요코하마(FM横浜) DJ로 데뷔했다.
1988년, 도쿄 라디오 방송국 J-WAVE에 새국과 동시에 나비게이터(navigator, 즉 DJ)로서 출연했나. CBS소니는 퇴직했다. 이후 J-WAVE의 평일 아침 프로그램 『TOKIO TODAY』를 10여 년 담당했다. 또한 1999년 4월부터 2000년 3월 해외 연수기간, 2006년 10월부터 2008年3월의 충전기간을 제외하면 줄곧 J-WAVE에서 프로그램을 담당했다.
2001년과 2002년에 NHK에서 단발 방송되었다가 2003년부터는 정규직화된 NHK종합텔레비전(NHK総合テレビ) 프로그램 '英語でしゃべらナイト'에 나레이션을 맡았으며, 또한 후지텔레비전(フジテレビジョン) 등에서 축구 프로그램에 출연하는 등 2000년대에 들어와 텔레비전에서 활동이 두드러졌다.
2004년 7월 공개된 애니메이션 영화 '극장판 포켓몬스터 어드밴스제너레이션 열공의 방문자 데오키시스(劇場版ポケットモンスター アドバンスジェネレーション 裂空の訪問者 デオキシス)'에서는 포켓몬 배틀의 실황 아나운서, 그루(グルー) 역으로 성우로서 처음 도전했다.
2006년 10월부터 충전기간에 들어가, 그때까지의 정규프로그램을 내려놓고 2008년 4월까지 1년반동안 가족과 함께 호주로 이사하였으나, 실제론 이 기간준에도 조금 일하였다. 2006년 10월 21일 오차드 홀(オーチャードホール)에서 제19회 도쿄국제영화제(東京国際映画祭) 오프닝 작품 '아버지들의 성조기(父親たちの星条旗)'의 무대 인사에 수염을 깎은 모습으로 등장, 사회를 맡았다. 2007년 2월 12일 제49회 그래미상(グラミー賞), 2月26일 제79회 아카데미상(アカデミー賞)의 WOWOW에서의 생중계 프로그램 사회 진행역을 담당했다. 2007년 10월 5일 새벽에 방송된 FOOTBALL CX에 메인캐스터로서 생방 출연했다. 지상파에서는 약 1년만에 등장했다.
충전기간이 종료한 2008년 4월부터 신규 프로그램 〜JK RADIO〜TOKYO UNITED에서 매주 금요일 아침 담당한 내비게이터로서 J-WAVE에 복귀했다. 또한 NHK '英語でしゃべらナイト'에서도 1년반만에 복귀했다.
같은 4월부터는 텔레비전 도쿄(テレビ東京)에서 방영이 시작한 기관차 토마스(きかんしゃトーマス)의 시즌9부터 모리모토 레오(森本レオ)에 이은 2대 나레이터로 활동했다. 이후 NHK E텔레비전(NHK・Eテレ)에 방송이 이행후에듀 계속 내레이션을 담당, 동 작품의 극장 영화판이나 특별 프로그램 등에도 내레이션을 맡았다.
2011년 4월 10일부터 'サキどり↑'(NHK종합텔레비전)에서 사회를 맡았다.
2020년 성대염과 후두 폴립 수술때문에 휴양, 6월 12일 DJ를 맡은 〜JK RADIO〜TOKYO UNITED(J-WAVE)에 약 1개월반 만에 복귀했다.

## 출연

### 라디오
- J-WAVE
  - 〜JK RADIO〜TOKYO UNITED（2008年4月4日 - ）
  - ONE AND ONLY（2014年4月1日 - 2016年3月31日）
  - J-WAVE GOOD MORNING TOKYO（2002年4月 - 2006年9月）
  - NISSAN VIEW TO VISION～NISSAN ON THE GO（2001年 - 2003年）
  - PAZZ&JOPS（1988年 - 1997年）
  - TOKIO TODAY～TOKIO ONE（1988年 - 2002年）
- FM横浜（現：FM Yokohama）
  - URBAN CONTEMPORARY WAVE FROM mandom（詳細不明、CBSソニー勤務時代に出演）
- ZIP-FM
  - MEETING THE EUROPIAN

### TV

#### NHK
- ゆうれい、貸します〜お染・恋の七変化〜（ナレーション、2003年6月 - 7月）
- 英語でしゃべらナイト（ナレーション）-（2006年10月から1年半は「旅に出る」と称して降板）
- はんさむウーマン
- ビューティー☆ウォーズ（ナレーション、2007年9月24日（月） 午後10時 - 10時49分）
- TOKYO ニュースREMIX（2009年10月 - 12月2日）
- ファミリーヒストリー（ゲスト、2010年9月13日）
- 洋楽倶楽部80's（ゲスト、2010年8月11日、9月30日、12月23日）
- 課外授業ようこそ先輩「“体話”してみよう〜清水宏保〜」（ナレーション、2011年1月23日）
- きかんしゃトーマス（ナレーション、第14期 - 第21期）[6]
- たまごっち!トゥーン（ナレーション)
- サキどり↑（ナビゲーター。2011年4月10日 - 2017年3月26日）
- メイド・イン・ジャパン 逆襲のシナリオ（2012年10月27日、10月28日）
- 美女と男子（ナレーション、2015年4月14日 - 8月25日）
- 4時も!シブ5時（MC、2017年4月3日 - 2018年3月9日）
- NHK学校放送（ナレーション、2018年4月7日 - ）
- 連続テレビ小説 ちむどんどん（ナレーション、2022年4月11日 - 9月30日）[7][8][9]
  - 9月15日放送回では父の朝清、娘の羽夏とともに本人役でカメオ出演[10]。

#### TBS
- 夜のワイド魂（2003年4月-9月、三雲孝江と共演）
- 里見八犬伝（2006年1月、ナレーション）
- 社会科ナゾ解明TVひみつのアラシちゃん!（ナレーション）
- 輝く!日本レコード大賞（第55回 - 、ナレーション）
- この差って何ですか?（ナレーション）

#### フジテレビ
- すぽると! （月曜日総合司会、2005年4月  -  2006年9月）
- すぽると! WEEKEND SPECIAL （メインキャスター、2004年10月  -  2006年9月）
- FOOTBALL CX/サッカー小僧（メインキャスター/ナレーション）
- アナザーヒーロー（ナレーション）
- さんまの天国と地獄（司会・実況）
- THE MANZAI（ナビゲーター）

#### テレビ東京
- きかんしゃトーマス（ナレーション、第9期 - 第13期）
- YAMAHA ON and OFF（ナレーション）

#### 朝日放送
- 住めば地球（1989年4月 - 1991年3月）

#### BS-TBS
- 世界一周 魅惑の鉄道紀行 (コンシェルジュ、2016年9月5日 - ) - 不定期

#### BSフジ
- Pioneer presents 「Speak in Music」（ナビゲーター、2007年10月20日  -  2009年9月27日）

#### WOWOW
- ジョン・カビラのフットボールPLUS!（中西哲生、池田真由美と共演）
- 独占生中継!グラミー賞授賞式（司会、2007年 - ）
- 独占生中継!アカデミー賞授賞式（司会、2007年 - ）
- QUEST（クエスト）探求者たち（ナレーション、2008年10月  - ）
- WOW FES! 2010 生中継（2010年10月23日、24日）
- ザ・プライムショー（番組ホスト、2011年10月3日 - 2013年9月27日）

#### 독립UHF 방송국
- 生特番！洋楽天国（2006年1月、tvk・首都圏ネット4）

### CM
テレビCMに関しては、本人は｢僕はラジオの人間だからCMなんか出ない｣と公言しており、事実「TOKIO TODAY」の10年間はテレビCMにはナレーション以外は出演していなかった。
- 富士通「FMV」（木村拓哉、川平慈英と共演）
- リクルート『週刊住宅情報STYLE』（後半は自らをイメージしたイラストで出演）
- 日本航空『エグゼクティブクラス Seasons』キャンペーン
- 麒麟麦酒『キリンチューハイ 氷結』ナレーション（2005年 - ）
- アクサダイレクト自動車・バイク保険（2006年10月 - ）
- 楽天（2014年12月）
- 霧島酒造（2019年4月）

### 영화
- 「劇場版ポケットモンスター アドバンスジェネレーション 裂空の訪問者 デオキシス」（アニメ映画、2004年7月公開、ポケモンバトルの実況アナウンサー、グルー役）
- 「ガイア シンフォニー 第4章」英語版（海外配給用）
- 「シュレック2」（2004年夏 公開、日本語版吹き替え）
- 「GOAL!」（2006年　日本語版。実況アナウンサー）
- 「シュレック3」（2007年夏 公開、日本語版吹き替え）
- 「プライド」 （2009年1月 公開、麻見総一郎役）
- 「きかんしゃトーマス」シリーズ
  - 「きかんしゃトーマス みんなあつまれ!しゅっぱつしんこう」（OVA、ナレーション※2008年11月発売、2014年9月劇場公開）
  - 「トーマスをすくえ!! ミステリーマウンテン」（2009年4月 公開、ナレーション）
  - 「きかんしゃトーマス 伝説の英雄」（2010年4月公開、ナレーション）
  - 「トーマスをすくえ!! ミステリーマウンテン」（2009年4月公開、ナレーション）
  - 「きかんしゃトーマス　伝説の英雄」（2010年4月公開、ナレーション）
  - 「きかんしゃトーマス ミスティアイランド レスキュー大作戦!!」（2011年4月公開、ナレーション）
  - 「きかんしゃトーマス ディーゼル10の逆襲」（2012年4月公開、ナレーション）
  - 「きかんしゃトーマス ブルーマウンテンの謎」（2013年4月公開、ナレーション）
  - 「きかんしゃトーマス キング・オブ・ザ・レイルウェイ トーマスと失われた王冠」（2014年4月公開、ナレーション）
  - 「きかんしゃトーマス 勇者とソドー島の怪物」（2015年4月公開、ナレーション）
  - 「きかんしゃトーマス トーマスのはじめて物語〜The Adventure Begins〜」（OVA、ナレーション※2015年12月発売）
  - 「きかんしゃトーマス 探せ!!謎の海賊船と失われた宝物」（2016年4月公開、ナレーション）
  - 「きかんしゃトーマス 走れ!世界のなかまたち」（2017年4月公開、ナレーション）
  - 「きかんしゃトーマス とびだせ!友情の大冒険」（2018年4月公開、ナレーション）

### 게임
- 위닝일레븐(ウイニングイレブン) 시리즈(실황 아나운서)
- eFootball 시리즈 (실황 아나운서)
- ハイパーフォーメーションサッカー(슈퍼바이저, 음성)
- 白熱プロ野球 ガンバリーグ 시리즈(심판 등 음성)

### WEB
- キリンビール大学「サッカー部：マネージャー」
- オーストラリア政府観光局×カンタス航空 ジョンカビラの世界遺産レポート(2009년 1월)

### 이벤트
- Jリーグアウォーズ 사회 (2002-2010년, 2013년)
- 도쿄국제영화제(東京国際映画祭) 오프닝 이벤트 사회(2006년-)
- 도쿄필하모니교향악단(東京フィルハーモニー交響楽団) 내비게이터(2009년)
- 에미레이츠 항공나리타국제공항(成田国際空港) 취항기념 리셉션 사회(2010년 2월 18일)
- 第18回キンダーフィルムフェスティバル(2010년 8월 10일)
- AKB48 19thシングル選抜じゃんけん大会 종합사회(2010년 9월 21일)
- 日産自動車 スカイライン（13代） 발표회 사회(2013년 11월 11일)